# Гранульєс
Грануль́єс (кат. Granollers) — місто, розташоване в Автономній області Каталонія в Іспанії. Знаходиться у районі (кумарці) Бальєс-Уріантал провінції Барселона, згідно з новою адміністративною реформою перебуватиме у складі бегарії Барселона.

## Населення
Населення міста (у 2023 р.) становить 63 092 особи (з них менше 14 років — 15 %, від 15 до 64 — 70,8 %, понад 65 років — 14,2 %). У 2006 р. народжуваність склала 724 особи, смертність — 406 осіб, зареєстровано 249 шлюбів. У 2001 р. активне населення становило 27.867 осіб, з них безробітних — 2.461 особа. Серед осіб, які проживали на території міста у 2001 р., 33.951 народилися в Каталонії (з них 23.526 осіб у тому самому районі, або кумарці), 15.675 осіб приїхало з інших областей Іспанії, а 3.479 осіб приїхало з-за кордону.
Університетську освіту має 11,5 % усього населення.
У 2001 р. нараховувалося 18.639 домогосподарств (з них 17,3 % складалися з однієї особи, 27,5 % з двох осіб,23,8 % з 3 осіб, 22 % з 4 осіб, 6,5 % з 5 осіб, 1,8 % з 6 осіб, 0,6 % з 7 осіб, 0,3 % з 8 осіб і 0,2 % з 9 і більше осіб).

Активне населення міста у 2001 р. працювало у таких сферах діяльності: у сільському господарстві — 0,6 %, у промисловості — 34,1 %, на будівництві — 8,6 % і у сфері обслуговування — 56,8 %.
У муніципалітеті або у власному районі (кумарці) працює 31.666 осіб, поза районом — 12.423 особи.

### Доходи населення
У 2002 р. доходи населення розподілялися таким чином :
| \| Доходи населення за статтями доходів \| Доходи населення за статтями доходів \| Доходи населення за статтями доходів \| \| Рік \| 2002 р. \| 2001 р. \| \| ------------------------------------ \| ------------------------------------ \| ------------------------------------ \| \| Заробітна платня \| 63 % \| 64,6 % \| \| Доходи від ведення бізнесу \| 23,3 % \| 22,2 % \| \| Соціальна допомога \| 13,8 % \| 13,2 % \| |         |         |
| Доходи населення за статтями доходів |         |         |
| Рік | 2002 р. | 2001 р. |
| Заробітна платня | 63 %    | 64,6 %  |
| Доходи від ведення бізнесу | 23,3 %  | 22,2 %  |
| Соціальна допомога | 13,8 %  | 13,2 %  |

### Безробіття
У 2007 р. нараховувалося 2.109 безробітних (у 2006 р. — 2.281 безробітний), з них чоловіки становили 42 %, а жінки — 58 %.

## Економіка
У 1996 р. валовий внутрішній продукт розподілявся по сферах діяльності таким чином :
| \| Валовий внутрішній продукт \| Валовий внутрішній продукт \| Валовий внутрішній продукт \| \| Рік \| 1996 р. \| 1991 р. \| \| -------------------------- \| -------------------------- \| -------------------------- \| \| Сільське господарство \| 0,3 % \| 0,6 % \| \| Промисловість \| 38,9 % \| 41,7 % \| \| Будівництво \| 5,1 % \| 6,5 % \| \| Послуги \| 55,8 % \| 51,2 % \| |         |         |
| Валовий внутрішній продукт |         |         |
| Рік | 1996 р. | 1991 р. |
| Сільське господарство | 0,3 %   | 0,6 %   |
| Промисловість | 38,9 %  | 41,7 %  |
| Будівництво | 5,1 %   | 6,5 %   |
| Послуги | 55,8 %  | 51,2 %  |

### Підприємства міста

#### Промислові підприємства
| \| Промислові підприємства міста, за сферою діяльності \| Промислові підприємства міста, за сферою діяльності \| Промислові підприємства міста, за сферою діяльності \| \| Рік \| 2002 р. \| 2001 р. \| \| --------------------------------------------------- \| --------------------------------------------------- \| --------------------------------------------------- \| \| Енергетичні та водні ресурси \| 1,3 % \| 1,3 % \| \| Хімія та метали \| 9,7 % \| 9,5 % \| \| Переробка металів \| 42,7 % \| 44 % \| \| Продукти харчування \| 7,3 % \| 7,3 % \| \| Текстиль \| 8,2 % \| 8,8 % \| \| Виробництво меблів, видання \| 22,4 % \| 21,2 % \| \| Інше \| 8,4 % \| 8 % \| \| Усього підприємств \| 548 \| 548 \| |         |         |
| Промислові підприємства міста, за сферою діяльності |         |         |
| Рік | 2002 р. | 2001 р. |
| Енергетичні та водні ресурси | 1,3 %   | 1,3 %   |
| Хімія та метали | 9,7 %   | 9,5 %   |
| Переробка металів | 42,7 %  | 44 %    |
| Продукти харчування | 7,3 %   | 7,3 %   |
| Текстиль | 8,2 %   | 8,8 %   |
| Виробництво меблів, видання | 22,4 %  | 21,2 %  |
| Інше | 8,4 %   | 8 %     |
| Усього підприємств | 548     | 548     |

#### Роздрібна торгівля
| \| Підприємства роздрібної торгівлі міста, за сферою діяльності \| Підприємства роздрібної торгівлі міста, за сферою діяльності \| Підприємства роздрібної торгівлі міста, за сферою діяльності \| \| Рік \| 2002 р. \| 2001 р. \| \| ------------------------------------------------------------ \| ------------------------------------------------------------ \| ------------------------------------------------------------ \| \| Продукти харчування \| 25,6 % \| 26 % \| \| Одяг та взуття \| 20,5 % \| 20,3 % \| \| Товари для дому \| 16,5 % \| 16,9 % \| \| Книги та періодичні видання \| 3,6 % \| 3,6 % \| \| Промислова хімічна продукція \| 6,4 % \| 6 % \| \| Продукція, пов'язана з транспортними засобами \| 4,3 % \| 4,5 % \| \| Інше \| 23,1 % \| 22,8 % \| \| Усього підприємств \| 1.182 \| 1.175 \| |         |         |
| Підприємства роздрібної торгівлі міста, за сферою діяльності |         |         |
| Рік | 2002 р. | 2001 р. |
| Продукти харчування | 25,6 %  | 26 %    |
| Одяг та взуття | 20,5 %  | 20,3 %  |
| Товари для дому | 16,5 %  | 16,9 %  |
| Книги та періодичні видання | 3,6 %   | 3,6 %   |
| Промислова хімічна продукція | 6,4 %   | 6 %     |
| Продукція, пов'язана з транспортними засобами | 4,3 %   | 4,5 %   |
| Інше | 23,1 %  | 22,8 %  |
| Усього підприємств | 1.182   | 1.175   |

#### Сфера послуг
| \| Підприємства міста, що працюють у сфері послуг, за діяльністю \| Підприємства міста, що працюють у сфері послуг, за діяльністю \| Підприємства міста, що працюють у сфері послуг, за діяльністю \| \| Рік \| 2002 р. \| 2001 р. \| \| ------------------------------------------------------------- \| ------------------------------------------------------------- \| ------------------------------------------------------------- \| \| Гуртова торгівля \| 15,7 % \| 15,6 % \| \| Готелі та готельний бізнес \| 13,3 % \| 13,4 % \| \| Транспорт та зв'язок \| 15,8 % \| 15,9 % \| \| Посередницькі фінансові послуги \| 4,4 % \| 4,4 % \| \| Послуги підприємствам \| 12,8 % \| 12,4 % \| \| Послуги фізичним особам \| 27,3 % \| 28 % \| \| Нерухомість та ін. \| 10,8 % \| 10,3 % \| \| Усього підприємств \| 2.676 \| 2.587 \| |         |         |
| Підприємства міста, що працюють у сфері послуг, за діяльністю |         |         |
| Рік | 2002 р. | 2001 р. |
| Гуртова торгівля | 15,7 %  | 15,6 %  |
| Готелі та готельний бізнес | 13,3 %  | 13,4 %  |
| Транспорт та зв'язок | 15,8 %  | 15,9 %  |
| Посередницькі фінансові послуги | 4,4 %   | 4,4 %   |
| Послуги підприємствам | 12,8 %  | 12,4 %  |
| Послуги фізичним особам | 27,3 %  | 28 %    |
| Нерухомість та ін. | 10,8 %  | 10,3 %  |
| Усього підприємств | 2.676   | 2.587   |

## Житловий фонд
У 2001 р. 6,1 % усіх родин (домогосподарств) мали житло метражем до 59 м², 53,9 % — від 60 до 89 м², 29,8 % — від 90 до 119 м² і
10,2 % — понад 120 м².

З усіх будівель у 2001 р. 25,9 % було одноповерховими, 33,7 % — двоповерховими, 17,2 % — триповерховими, 6 % — чотириповерховими, 5,1 % — п'ятиповерховими, 5,6 % — шестиповерховими,
2,3 % — семиповерховими, 4,2 % — з вісьмома та більше поверхами.

## Автопарк
| \| Автомобілі, зареєстровані у місті, за призначенням \| Автомобілі, зареєстровані у місті, за призначенням \| Автомобілі, зареєстровані у місті, за призначенням \| \| Рік \| 2006 р. \| 2005 р. \| \| -------------------------------------------------- \| -------------------------------------------------- \| -------------------------------------------------- \| \| Приватні автомобілі \| 73,3 % \| 74 % \| \| Мотоцикли \| 7,3 % \| 6,8 % \| \| Вантажівки \| 16,1 % \| 16 % \| \| Трактори \| 0,6 % \| 0,6 % \| \| Автобуси та ін. \| 2,7 % \| 2,6 % \| \| Усього автомобілів \| 38.343 шт. \| 37.866 шт. \| |            |            |
| Автомобілі, зареєстровані у місті, за призначенням |            |            |
| Рік | 2006 р.    | 2005 р.    |
| Приватні автомобілі | 73,3 %     | 74 %       |
| Мотоцикли | 7,3 %      | 6,8 %      |
| Вантажівки | 16,1 %     | 16 %       |
| Трактори | 0,6 %      | 0,6 %      |
| Автобуси та ін. | 2,7 %      | 2,6 %      |
| Усього автомобілів | 38.343 шт. | 37.866 шт. |

## Вживання каталанської мови
У 2001 р. каталанську мову у місті розуміли 93,8 % усього населення (у 1996 р. — 94,8 %), вміли говорити нею 74,7 % (у 1996 р. — 75,8 %), вміли читати 73,4 % (у 1996 р. — 73,2 %), вміли писати 52,8 % (у 1996 р. — 50 %). Не розуміли каталанської мови 6,2 %.

## Політичні уподобання
У виборах до Парламенту Каталонії у 2006 р. взяло участь 23.666 осіб (у 2003 р. — 26.640 осіб). Голоси за політичні сили розподілилися таким чином:
| \| Вибори до Парламенту Каталонії \| Вибори до Парламенту Каталонії \| Вибори до Парламенту Каталонії \| \| Рік \| 2006 р. \| 2003 р. \| \| -------------------------------------- \| ------------------------------ \| ------------------------------ \| \| Конвергенція та Єднання (CiU) \| 35,5 % \| 35,1 % \| \| Соціалістична партія Каталонії (PSC) \| 28,5 % \| 32,6 % \| \| Народна партія (PP) \| 10,1 % \| 10,8 % \| \| Ініціатива за зелену Каталонію (IC) \| 8,3 % \| 5,6 % \| \| Республіканська лівиця Каталонії (ERC) \| 12,2 % \| 14,6 % \| \| Громадянська партія (C's) \| 3,1 % \| 0 % \| \| Інші \| 2,4 % \| 1,3 % \| |         |         |
| Вибори до Парламенту Каталонії |         |         |
| Рік | 2006 р. | 2003 р. |
| Конвергенція та Єднання (CiU) | 35,5 %  | 35,1 %  |
| Соціалістична партія Каталонії (PSC) | 28,5 %  | 32,6 %  |
| Народна партія (PP) | 10,1 %  | 10,8 %  |
| Ініціатива за зелену Каталонію (IC) | 8,3 %   | 5,6 %   |
| Республіканська лівиця Каталонії (ERC) | 12,2 %  | 14,6 %  |
| Громадянська партія (C's) | 3,1 %   | 0 %     |
| Інші | 2,4 %   | 1,3 %   |

У муніципальних виборах у 2007 р. взяло участь 20.543 особи (у 2003 р. — 25.234 особи). Голоси за політичні сили розподілилися таким чином:
| \| Муніципальні вибори \| Муніципальні вибори \| Муніципальні вибори \| \| Рік \| 2007 р. \| 2003 р. \| \| -------------------------------------- \| ------------------- \| ------------------- \| \| Конвергенція та Єднання (CiU) \| 20,8 % \| 28,7 % \| \| Соціалістична партія Каталонії (PSC) \| 48 % \| 38,2 % \| \| Народна партія (PP) \| 10,2 % \| 10,5 % \| \| Ініціатива за зелену Каталонію (IC) \| 4,5 % \| 6,9 % \| \| Республіканська лівиця Каталонії (ERC) \| 9,2 % \| 12,9 % \| \| Громадянська партія (C's) \| 0 % \| 0 % \| \| Інші \| 7,3 % \| 2,8 % \| |         |         |
| Муніципальні вибори |         |         |
| Рік | 2007 р. | 2003 р. |
| Конвергенція та Єднання (CiU) | 20,8 %  | 28,7 %  |
| Соціалістична партія Каталонії (PSC) | 48 %    | 38,2 %  |
| Народна партія (PP) | 10,2 %  | 10,5 %  |
| Ініціатива за зелену Каталонію (IC) | 4,5 %   | 6,9 %   |
| Республіканська лівиця Каталонії (ERC) | 9,2 %   | 12,9 %  |
| Громадянська партія (C's) | 0 %     | 0 %     |
| Інші | 7,3 %   | 2,8 %   |

### Видатні особи
- Пол Еспа́ргаро Ві́лья — мотогонщик, чемпіон світу з шосейно-кільцевих мотоперегонів MotoGP в класі Moto2.